# 耶拉
耶拉（1925年1月—），原名安国梁，曾用名巴图贺喜格，笔名伊克艾利，男，达斡尔族（一作蒙古族），黑龙江齐齐哈尔人,，中国画家、书法家、舞台美术家，曾任中国书法家协会理事。